# 羅克渡口戰役
罗克渡口战役（英語：Battle of Rorke's Drift），又称为罗克渡口防御战（英語：Defence of Rorke's Drift），是祖鲁战争当中的一场战役。属于皇家工程兵团的约翰·查德中尉在英军兵败伊散德爾瓦納之後，帶領羅克渡口傳教站守軍，成功擊退进攻的祖魯軍團。
守衛羅克渡口的英軍只有150人，而圍攻傳教站的祖魯士兵，則多達3,000人至4,000人。英軍能以寡敵眾很大得益於戰場空間的有限，祖魯軍隊在戰役中並沒有一次過投入全部兵力，相反，他們將士兵分為多個隊伍，分次進攻，因此被擁有倚托工事的英軍擊退。11名守軍在戰役后獲頒維多利亞十字勳章。

## 前奏
罗克渡口，祖鲁语称为“kwaJim”，意为“吉姆的土地”，是由爱尔兰商人詹姆斯·罗克（James Rorke）的旧贸易站改建而成的传教站，坐落于布法罗河（Buffalo River）的渡口附近。这条河流是纳塔尔殖民地（Colony of Natal）和祖鲁王国的边界。1879年1月9日，由切姆斯福德勋爵（Lord Chelmsford）率领英军第三（中央）纵队抵达当地，安营扎寨。
1月11日，英国向祖鲁发出的最后通牒到期，战争爆发。纵队跨过布法罗河，进入祖鲁领土扎营。由冈维尔·布罗姆黑德中尉（Gonville Bromhead）指挥的第24（第2华威郡）步兵团（24th (2nd Warwickshire) Regiment of Foot）B连驻守已经改建为补给站和医院的渡口。统辖守军者，属于第104步兵团（104th Foot），名为亨利·斯波尔丁（Henry Spalding），是临时少将，同时是切姆斯福德的参谋。
1月20日，切姆斯福德率军开往东面9.7公里处的伊散德爾瓦納（Isandlwana），在此之前，他偵察了周边的情况，并且划定了补给马车的路径。威廉·史蒂文森上尉（William Stevenson）率领的第2/第3纳塔尔土著辅助部队（Natal Native Contingent）也受命留守渡口，加强守军实力。学者估计，辅助部队有大约100人至350人。
Thomas Rainforth上尉所率领的第1/第24步兵团（1st/24th Foot）G连在增强守军的接替部队抵达后，奉命前往东南面16公里处的海尔普默卡尔（Helpmekaar）。同日夜晚，临时上校安东尼·邓福德（Anthony Durnford）指挥的第2纵队来到渡口，在对岸的祖鲁领土驻扎。
1月21日夜晚，邓福德离开渡口，前往伊散德爾瓦納。两日前，约翰·查德中尉（John Chard）指挥的皇家工程兵团（Royal Engineers）第5战地连的分队到渡口维修浮桥。1月22日，他到伊散德爾瓦納，以接受清晰的命令。上级命令他留下大部分士兵，与余下的士兵一起，驾驶马车回到渡口建筑防御阵地。查德的队伍在返回渡口时，正巧遇上率军开往伊散德爾瓦納的邓福德。
同月22日，斯波尔丁离开渡口，到海尔普默卡尔寻找Rainforth所率领的G连。斯波尔丁任命查德为渡口守军的临时指挥官。两个逃离伊散德爾瓦納战场的军人随后来到渡口，带来英军战败和祖军接近的消息。
查德、布罗姆黑德、代行助理粮秣员詹姆斯·多尔顿（James Dalton）和其他军官在得到消息后，立即召开了一个会议，商讨对策。多尔顿指出，如果守军携带伤员，经过开阔地区，撤往海尔普默卡尔的话，很有可能被人数众多的祖鲁军队击败。所以，军官很快就决定留守渡口。

### 防御准备

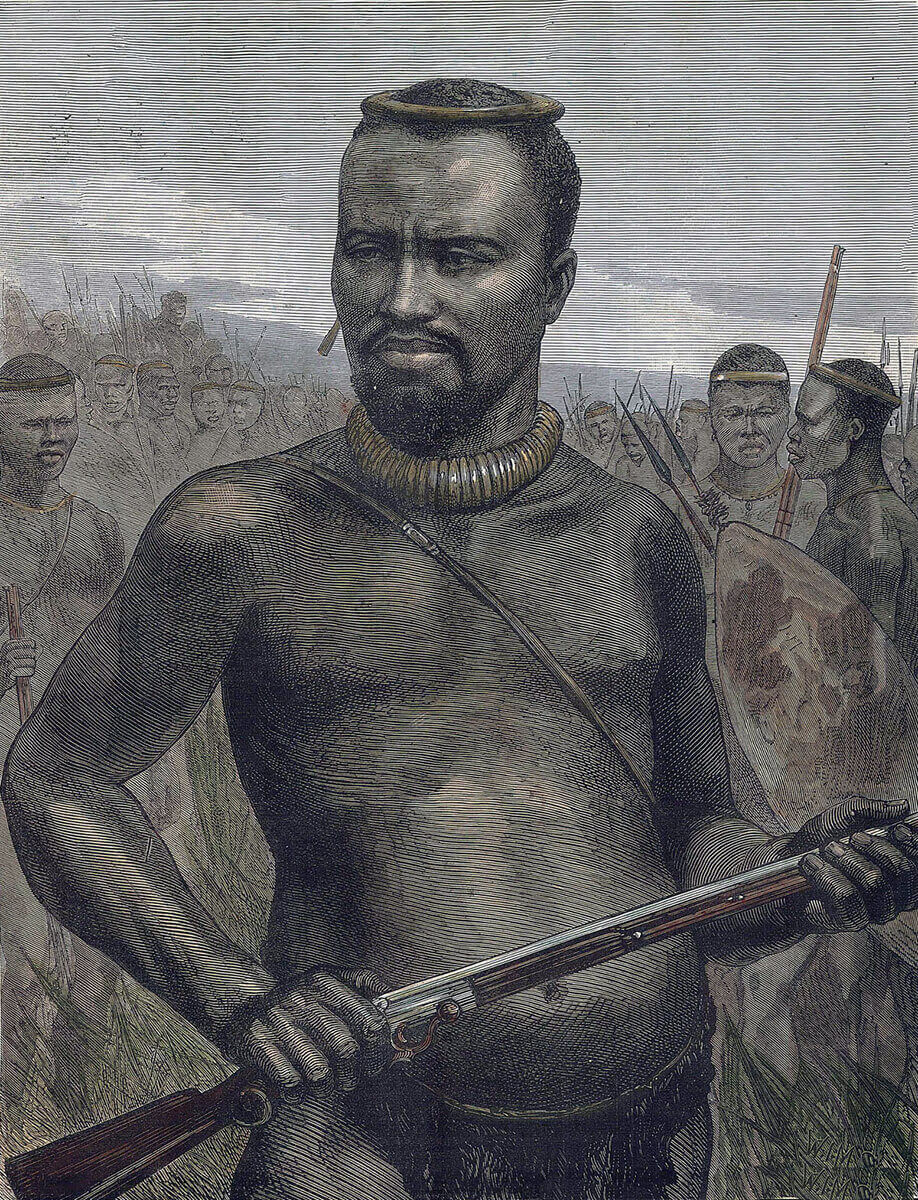
Dabulamanzi kaMpande親王

作出决定后，查德和布罗姆黑德命令士兵作好防御准备。400名士兵用玉米袋迅速兴建了一个防御阵地。防御阵地包围了一座仓库、一座医院和一座石制土著栅栏。上述建筑的外墙上面凿有射击孔，外门后面设有傢俬堆砌而成的障碍。
3点30分左右，阿尔弗雷德·亨德森中尉（Alfred Henderson）指挥的100名纳塔尔土著骑兵（Natal Native Horse）抵达渡口。这队刚刚撤出伊散德爾瓦納的骑兵自愿留守渡口，在奥斯卡堡（Oscarberg）进行警戒任务。
在防御工作完成、战斗即将开始时，查德拥有几百名士兵：布罗姆黑德的B连、史蒂文森的辅助部队和其他部队的伤员。守军最初遇见的两名军人，一名留守渡口，一名赶往海尔普默卡尔警告当地驻军。
查德当时认为，渡口兵力足以抵御敌军。他将士兵、伤员、平民、拥有枪械的辅助部队部署在四周的障碍后，而只有短矛的辅助部队则部署在栅栏之内。
正在开往渡口的祖鲁军队人数明显超过守军。祖军由成员皆为已婚壮年男子的uDloko、uThulwana、inDlondo军团（祖鲁语：复数为amabutho，单数为iButho）和成员皆为未婚青年男性的inDluyengwe军团组成，人数达到3,000至4,000人。上述部队在伊散德爾瓦納战役之中全部未有参加战斗。这是因为他们是参战部队的腰部（预备队），任务是越过英军左翼，经过伊散德爾瓦納山西南部，切断英军的交通线，阻止英军退入纳塔尔殖民地。
祖鲁军队在早上8点作用（左右）离开营地，开始急行军，在下午4点30分抵达距离出发点30公里的渡口。祖军在行军后，用了将近十一个半小时猛攻渡口守军。

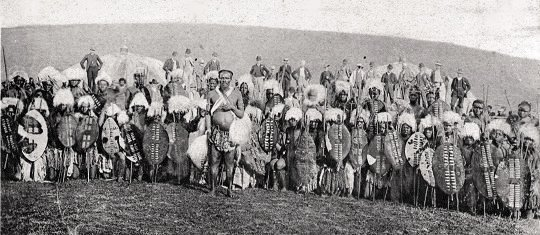
同一时期的祖鲁士兵。

祖鲁士兵多数使用经过改良的轻型短矛（Iklwa）和牛皮制盾牌。所有士兵都受过个人作战、团体作战的训练。部分士兵配备旧式火枪、步枪，不过缺乏训练，也没有足够和良好的火药。
祖鲁士兵对枪械持有负面态度，因为这是一种“可以在勇士发起攻击前打死勇士的懦夫武器”。不过，仍然有五个英军士兵在战役中被对方的枪械打死。
这队部队在伊散德爾瓦納时的指挥官是kaMapitha。但是，因为他在追击英军时受伤了，所以，国王同父异母的兄弟 - Dabulamanzi kaMpande接掌了部队。行事鲁莽、性格冲动的Dabulamanzi，无视命令率领军队入侵英国领土。祖鲁军队并没有在发起进攻前制定计划，很多士兵都中途离队，袭击其他部落。
大约4点作用，詹姆斯·雷诺士医生（James Reynolds）、渡口传教站的奥托·维特牧师（Otto Witt）和守军的乔治·史密斯牧师（George Smith）走下奥斯卡堡山，通知守军对方正在东南方涉河，会在五分钟内抵达。维特决定离开渡口，回到距离此地30公里的家中。随行的有他的土著仆人Umkwelnantaba和第1/第3土著辅助部队军官托马斯·普尔维斯（Thomas Purvis）。

## 战斗经过

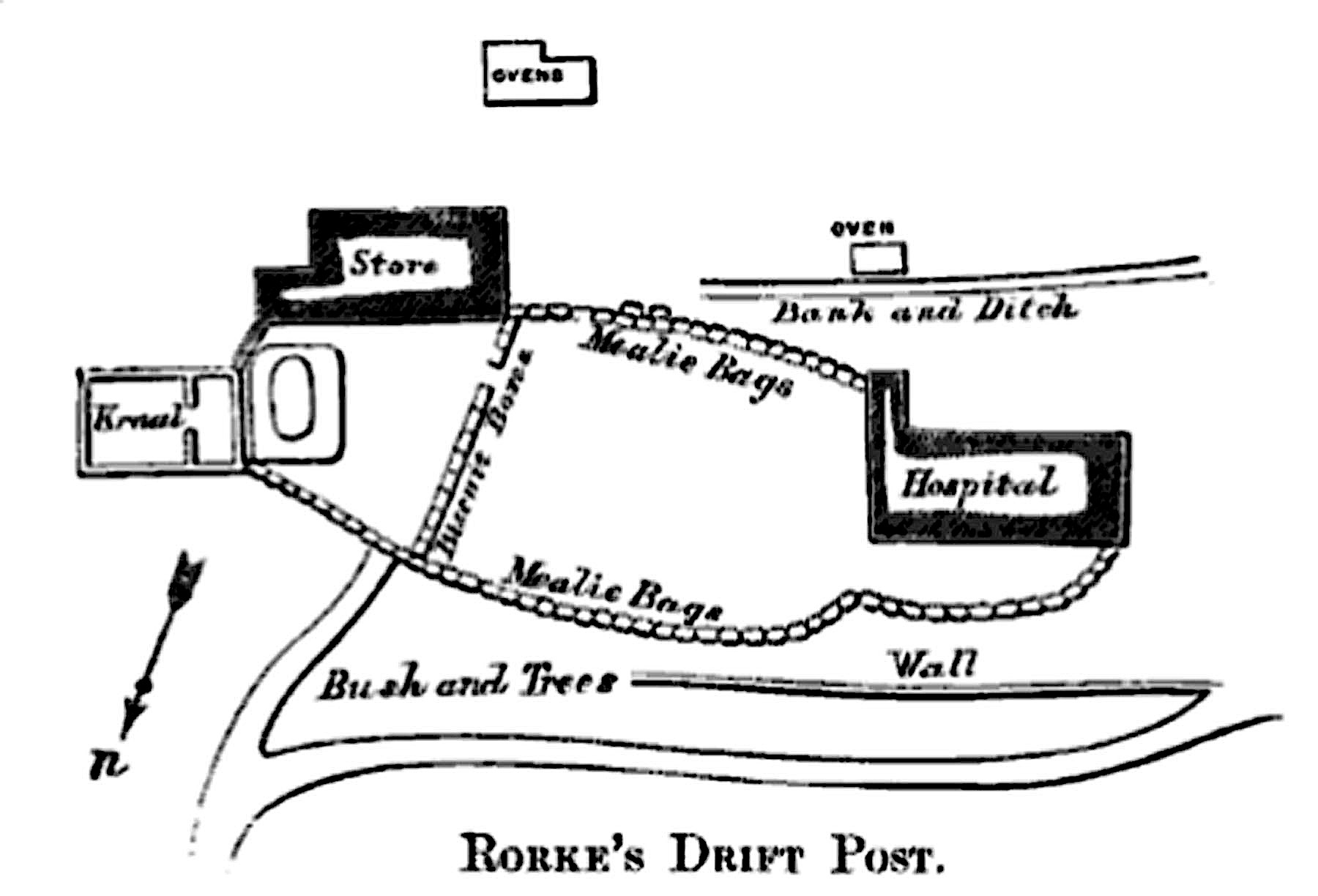
罗克渡口地图，出自“皇家工程兵团历史”。

4点20分，战斗开始。在奥斯卡堡执行警戒任务的土著骑兵队首先与祖鲁前锋交战。骑兵队经过之前在伊散德爾瓦納的战斗后，很快就因为体力不足、弹药缺乏，撤往海尔普默卡尔。骑兵队的指挥官亨德森将敌军来袭的消息告诉查德，并且对他说“他的队伍不听命令，逃往海尔普默卡尔”。
亨德森随后也与部队一起撤离渡口。史蒂文森的土著辅助部队见到骑兵队逃走，也放弃了阵地，一起逃走，大幅削减守军人数。几个士兵见到辅助部队的几个军官（包括史蒂文森）也加入逃兵行列，就压抑不住愤怒，向他们开枪，结果打死了威廉·安德森下士（William Anderson）。
所以，祖鲁军队接近传教站时，守军只余下154人至156人。守军当中，只有布罗姆黑德的B连有一定凝聚力。守军额外的兵力是医院当中大部分都具有战斗力的39个伤员。查德为了应对兵力减少的情况，重新布置防御阵地。他命令士兵在阵地之中用饼干盒筑起一堵墙，以便在必要时放弃医院，退守仓库。
4点30分，祖鲁军队在奥斯卡堡包围传教站，并且开始从南面接近守军。在仓库屋顶执行警戒任务的二等兵弗雷德里克·希契（Frederick Hitch）首先发现了敌军。祖鲁军队的前锋iNdluyengwe军团的600名士兵开始进攻南面连接仓库和医院的玉米袋墙。英军在对方离自己460米的时候开枪。
祖鲁军队的主力又在同一时间内进攻北墙。只有少数祖鲁士兵被英军持续不断的火力所压制，寻找掩护或者退往奥斯卡堡。拥有枪械的祖军也开枪骚扰守军。另一队祖军亦开始在西北面发动进攻。
障碍后面的英军（包括多尔顿和布罗姆黑德）很快就与敌军开始近身肉搏。墙后的英军则相对安全，因为祖军翻不过这些墙壁。祖军唯有蹲在墙下，用短矛挥砍英军，用枪射击英军，并且寻找机会抢走英军的步枪。祖军企图踩着尸体翻越墙壁，但是，被守军成功击退。

### 退守医院

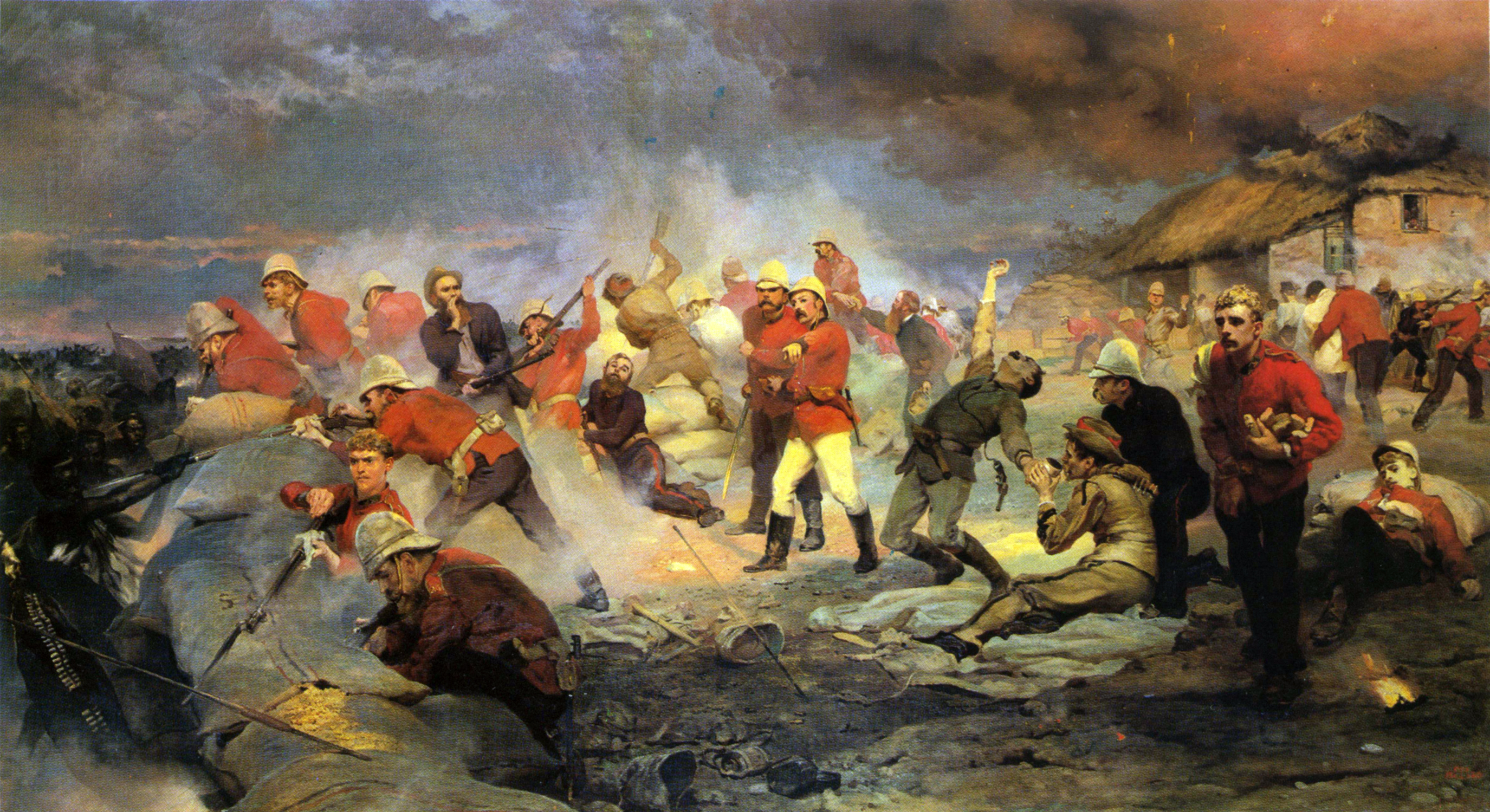
“罗克渡口防御战”，由巴特勒爵士夫人绘于1880年。

查德意识到士兵不能在祖鲁军队的持续进攻之下守住北墙，在下午6点命令士兵退到玉米袋筑起的防御阵地，过程中，守军放弃了医院当中的前两个房间。医院开始变成难以防守的据点。守军如果透过射击孔开枪，步枪很有可能被祖鲁士兵夺去。但如果守军对射击孔置之不理，祖鲁士兵又会用自己的枪械，透过射击孔向守军开枪。防守医院的士兵有：威廉·威尔逊·阿伦下士（William Wilson Allen），二等兵科尔（Cole）、邓巴（Dunbar）、希契（Hitch）和霍里根（Horrigan）、约翰·威廉斯（John Williams）、约瑟夫·威廉斯（Joseph Williams）、阿尔弗雷德·亨利·胡克（Alfred Henry Hook）、罗伯特·琼斯（Robert Jones）和威廉·琼斯（William Jones）。
霍里根、约翰·威廉斯、约瑟夫·威廉斯和其他病人用卡宾枪和刺刀防守医院入口。约瑟夫·威廉斯负责防守一面小型窗户，打死14个敌军。医院前面的部分被祖鲁士兵攻占后，约翰·威廉斯被迫在墙上凿洞，从中间的房间退到医院后面的房间。约翰·威廉斯在祖鲁士兵撞开房门之前，只够时间带走两个卧床不起的伤员。
约翰·威廉斯所退到的房间有胡克和另外九个伤员。约翰·威廉斯又开始在墙壁上凿洞，准备退入另一个房间。胡克在同时间应付祖鲁士兵。胡克在开枪还击时，头盔被敌军用短矛刺中。
约翰·威廉斯最终退入了另一个只有一个伤员（二等兵沃特斯）的房间。他还将上一个房间的伤员带了进来。胡克在打死几个冲破房门的敌军之后，也钻入了约翰·威廉斯凿出的洞。这时，医院的屋顶已经着火。约翰·威廉斯又开始凿洞，准备退入最后一个房间。胡克在上一个洞旁边应对祖鲁士兵，而沃特斯则用枪透过射击孔向外面开枪。
50分钟后，约翰·威廉斯所凿的洞终于有了一定大小。众人将受伤的沃特斯和一直躲在衣柜的二等兵贝克特（Beckett）带进了最后一个房间。负责防守这一房间的是罗伯特·琼斯和威廉·琼斯。伤员在这个房间的窗户爬出医院，跑到阵地的障碍后面。
11个伤员当中，有9个人生存下来。守军没有在医院损失一个健全的士兵。詹姆斯·亨利·雷诺士战后回忆，只有四个人在医院中阵亡，其中三个是不肯转移的伤员，分别是一个纳塔尔土著辅助部队军官、马克斯菲尔德军士（Maxfield）和二等兵詹金斯（Jenkins）。二等兵科尔（Cole）则是在撤出医院时阵亡的。
作家M·J·伍德（M.J. Wood）声称同样是伤员的纳塔尔骑警亨特（Hunter）也在战斗中身亡。成功逃出医院的伤员有：土著辅助部队的梅耶下士（Mayer）、皇家炮兵的刘易斯下士（Lewis）、纳塔尔骑警的二等兵格兰（Green）和一个名为康利（Conley）的二等兵。
被迫撤出医院后，守军的防线大为缩短。入夜后，祖鲁士兵的攻击变等更加猛烈。夜晚10点，把守栅栏的守军在敌军的持续进攻下也被迫撤离。所有守军都退到了仓库附近的地区继续作战。午夜过后，祖鲁军队的进攻开始放缓，最终在夜晚2点完全结束。不过，使用枪械的祖鲁士兵，则一直骚扰守军到翌日清晨4点，才方告结束。
这时，查德的部队有14人阵亡，2人受致命伤，8人受重伤（包括多尔顿）。实际上几乎每一个人都受了各种创伤。他的部队在战斗十个小时后，都十分疲倦，弹药也出现不足。补给站的子弹战前有20,000发，战后只余下了900发。

## 战后
日出后，守军发现祖鲁军队已经撤退。余下的祖鲁士兵不是死就是伤。指挥官派出巡逻队捜察战场，寻找枪支以及生还者。这时英军发现不少人已经被敌军处决。早上7点左右，一支祖鲁部队又再出现，英军再次作好战斗准备。
不过，对方并没有发动进攻。祖鲁士兵在战前已经连续行军6日、没有进食2日，并且有数百人受伤。祖鲁士兵在出现后不久就按照原路退出渡口。
早上8点左右，正在吃早餐的英军发现，又有一支部队在附近出现。不过，这支部队并非敌军，而是切姆斯福德救援部队的前锋。
分项统计英国及殖民地士兵伤亡：
- 第1/第24步兵团：4人阵亡或所受到致命创伤；2人受伤
- 第2/第24步兵团：9人阵亡或所受到致命创伤；9人受伤
- 粮秣及运输部：1人阵亡；1人受伤
- 纳塔尔骑警：1人阵亡；1人受伤
- 第1/第3纳塔尔辅助部队：1人阵亡
- 第2/第3纳塔尔辅助部队：2人受伤

此外，还有为友军所射杀的第2/第3纳塔尔辅助部队成员，威廉·安德森下士。
祖鲁军队方面，有351人阵亡，至少500人受伤。罗恩·洛克（Ron Lock）认为，英军可能处决了所有被俘的祖鲁士兵。切姆斯福德救援部队之前目睹了伊散德爾瓦納惨状，所以没有对受伤被俘的敌军留情。守军同样如此。纳塔尔骑警的威廉·詹姆斯·克拉克（William James Clarke）中写道：“我们埋葬了375个祖鲁士兵，并且将对方的伤兵投入坑中。在见到医院的伤员被拖出来肢解后...我们的心情非常沉重，所以没有放过受伤的祖鲁士兵。”
B连二等兵塞缪尔·皮特（Samuel Pitt）对西部邮报（The Western Mail）说官方敌军死亡数字太低：“我们估计有875人，但官方会告诉你只有400人至500人。”切姆斯福德的参谋霍勒斯·史密斯-道伦中尉（Horace Smith-Dorrien）写道，英军在战后临时制作了绞刑架“吊死罪有应得的祖鲁人。”

## 维多利亚十字勋章及杰出指挥奖章

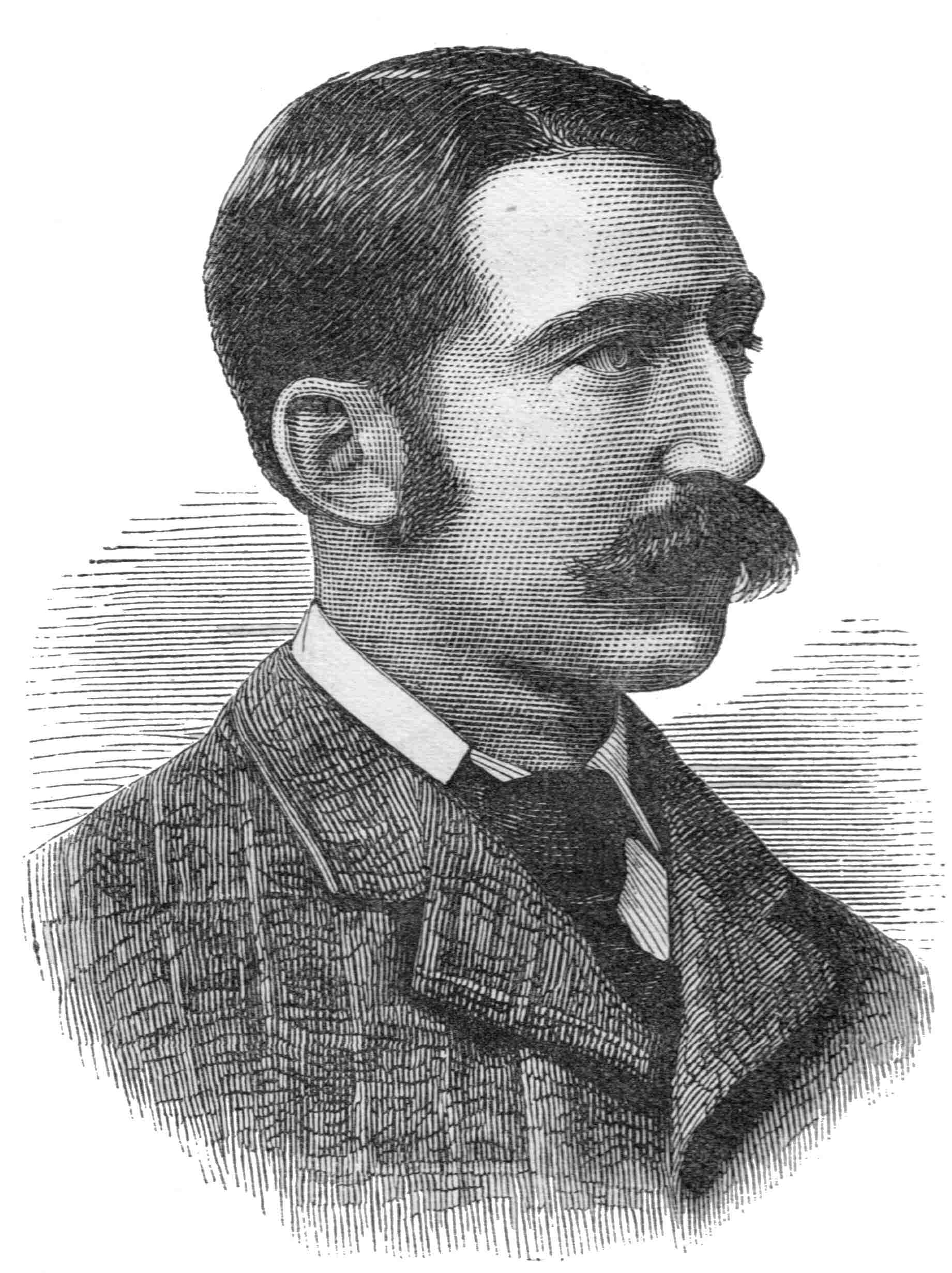
陆军中校约翰·查德，VC

有11名战役参与者获颁维多利亚十字勋章，当中有7个人属于第2/第24步兵团，至今仍然是在单一行动中获奖最多的团。不过，参与者获得最多维多利亚十字勋章的单一行动并非这场战役，而是印军哗变中的第二次勒克瑙解围行动（Second Relief of Lucknow）。
4名参与战役的士官获颁杰出协调奖章（Distinguished Conduct Medal）。有人认为，政府颁发如此之多的勋章，是为了掩盖之前在伊散德爾瓦納的惨败，和切姆斯福德未经伦敦政府批准就擅自发动战争的事实。
接替切姆斯福德的嘉内德·沃尔斯利爵士对守军的战绩不以为然，声称“向这些为了保命而像老鼠一样战斗的、躲在罗克渡口的屋子里面的人颁发勋章是可怕的行为。”
维多利亚十字勋章获得者：
- 皇家工程兵团第5战地连约翰·劳斯·马里奥特·查德中尉
- 第2/第24步兵团B连冈维基尔·布罗姆黑德中尉
- 第2/第24步兵团B连下士威廉·威尔逊·阿伦
- 第2/第24步兵团B连二等兵弗雷德里克·希契
- 第2/第24步兵团B连二等兵阿尔弗雷德·亨利·胡克
- 第2/第24步兵团B连二等兵罗伯特·琼斯
- 第2/第24步兵团B练二等兵威廉·琼斯
- 陆军医疗部军医詹姆斯·亨利·雷诺士
- 粮秣及运输部代行助理粮秣员詹姆斯·兰利·多尔顿
- 第2/第3纳塔尔土著辅助部队下士克里斯蒂安·费迪南·席斯

当时并没有向阵亡将士颁发勋章的规定，所以列兵约瑟夫·威廉斯只能成为“非正式”维多利亚十字勋章的获得者。战况报告表扬了他，声称“如果他在生就会获提名为维多利亚十字勋章候选人。”
杰出协调奖章获得者：
- 皇家骑马炮兵第5旅N营二等兵约翰·坎特威尔（在战役爆发前一天由下士降格为二等兵）
- 第1/第24步兵团二等兵约翰·威廉·罗伊
- 第2/第24步兵团B连护旗中士法兰克·爱德华·伯恩
- 陆军服务团下士弗朗西斯·阿特伍德

陆军医院团二等兵迈克尔·麦克曼也曾获得杰出协调奖章。不过，他的奖章在1880年1月29日因为擅离职守和偷窃被人禠奪。

## 文化影响
军事画家首先围绕事件创作了一些戏剧化的作品。巴特勒爵士夫人和阿尔丰斯·德·纳维尔（Alphonse de Neuville）的作品最为知名。两人的作品在大英帝国境内非常流行。
1964的电影战血染征袍也是以这一战役为题材的作品。电影总体上获得了正面评价，不过有部分人批评它缺乏历史真实性。举例而言，电影就错误地用了“南威尔士边民团”的名字称呼第1/第24步兵团 - 这一名称在战役结束后几年才出现。
第24步兵团第1营大部分都来自英格兰地区工人或者农民家庭。第1营最多伯明翰人，其次是西南地区的居民，只有10个参与战斗的士兵是威尔士人。而第2/第24步兵团的junior battalion反而有很多人来着威尔士。122名参与战斗的第24步兵团士兵当中，有49人来自英格兰，有32人来自威尔士，有16人来自爱尔兰，有1人来自苏格兰，有3人来自海外地区。余下21人国籍不明。
军事历史学家维克多·戴维斯·汉森（Victor Davis Hanson）在题为“Carnage and Culture”的著作中，声称这场战役展示了西方军事制度的压倒性优势。